# Spires Boling
Spiers Boling (1812-1880), ou Spiers Bolling, est un propriétaire d'esclaves, un maître d'œuvre, un architecte et le fondateur d'une distillerie à Holly Springs (Mississippi). Il est connu pour avoir tenu Ida B. Wells et sa famille en servitude.

## Histoire

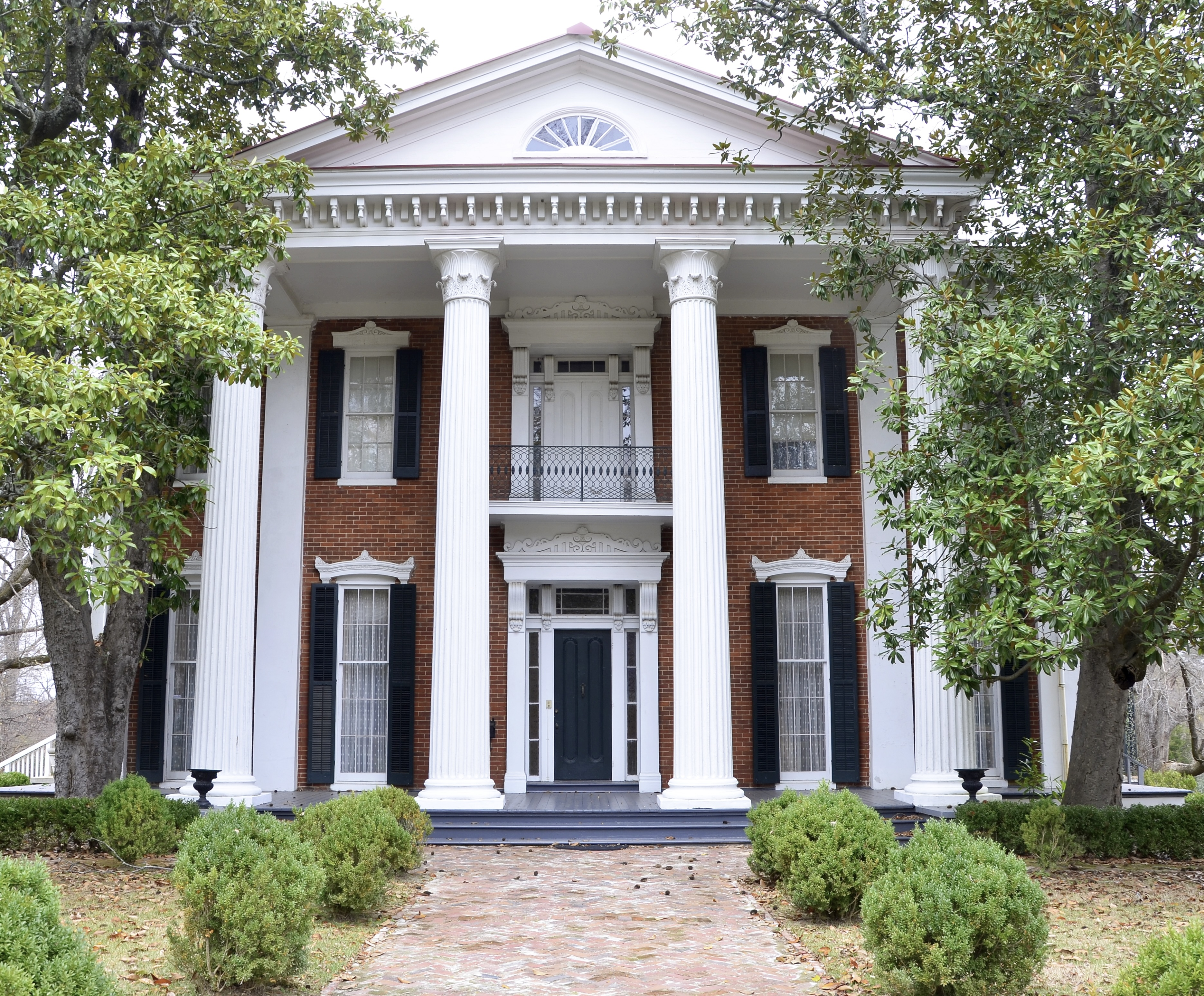
Oakleigh / Athenia, (Holly Springs, Mississippi).

Spiers Boling naît en 1812. Son nom apparaît également sous la forme Spiers Bolling lorsqu'il est mal orthographié. Originaire de Caroline du Nord, Boling vit un certain temps dans l'Ohio avant de déménager à Holly Springs en 1845. Il épouse une femme prénommée Nancy, originaire de Virginie.
C'est un propriétaire d'esclaves. Il est connu pour avoir tenu Ida B. Wells et sa famille en servitude. Un musée est dédié à cette dernière dans l'ancienne maison dans laquelle elle vivait avec sa famille, la Bolling-Gatewood House. 

Spiers Boling est un maître d'œuvre, un architecte et le fondateur d'une distillerie à Holly Springs (Mississippi). On se souvient de lui pour ses grands bâtiments résidentiels néoclassiques à colonnes et sa conception du palais de justice du comté de Marshall (Mississippi), à Holly Springs. Son concept est réutilisé par la firme Willis, Sloan et Trigg pour deux autres palais de justice et présenté dans les travaux de William Faulkner. 

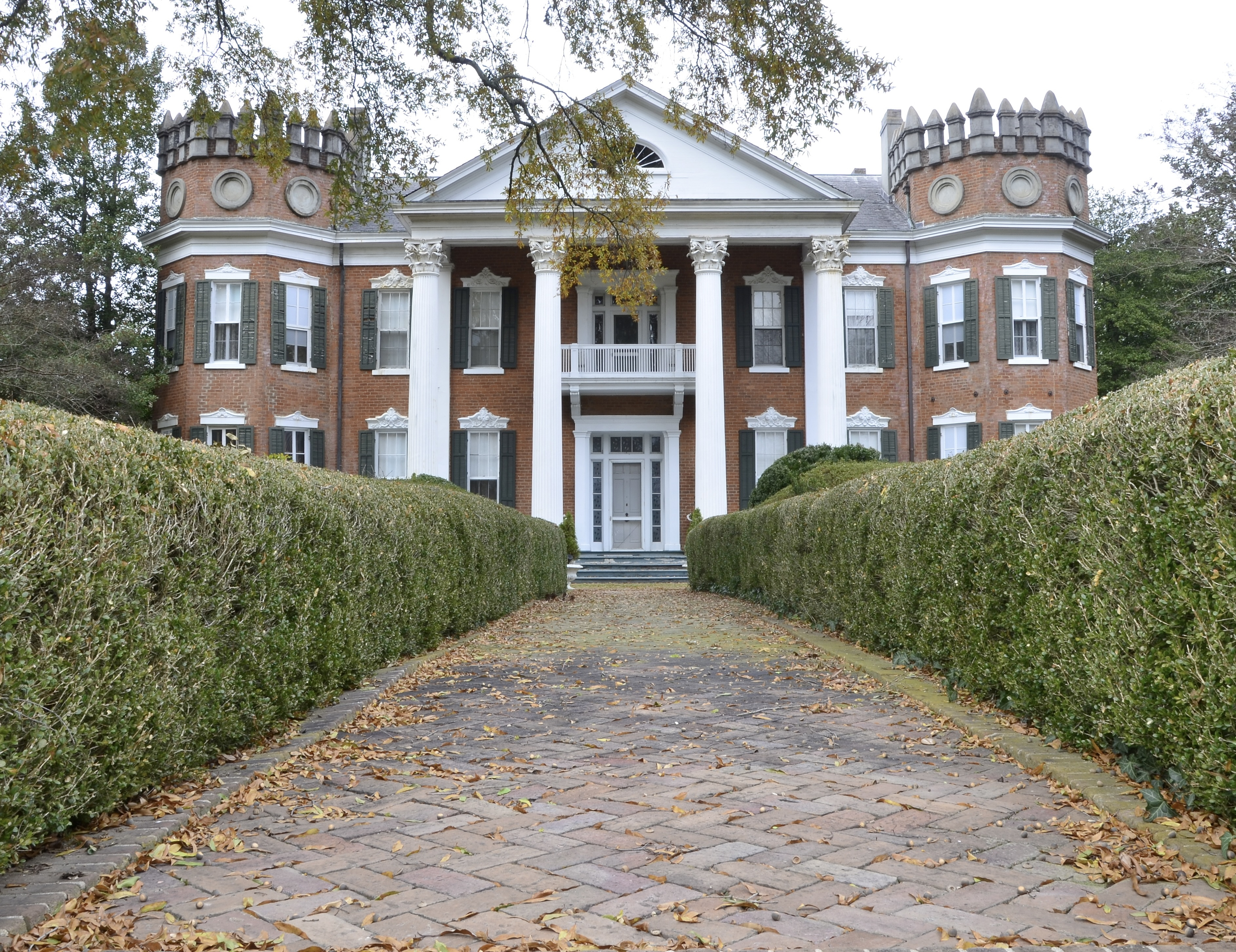
Place Walter (Holly Springs, Mississippi).

En 1858-1860, Harvey Washington Walter (en) commissionne Boling pour construire Walter Place (Holly Springs, Mississippi) (en), un manoir à Holly Springs, Mississippi. Ulysses S. Grant et sa femme l'habitent pendant une partie de la guerre de Sécession.
Après la guerre civile, l'un de ses anciens esclaves, Jim Wells (qui vit toujours sur la propriété de Boling avec sa famille), déménage son entreprise de menuiserie de l'autre côté de la rue après que Boling l'a exhorté à voter pour les démocrates. Boling construit et exploite la distillerie Johnson's Mill à Randolph's Springs derrière sa maison, où se trouve maintenant Spring Hollow Park.
Willis, Sloan et Trigg est un partenariat de courte durée qu'il contracte pour réaliser plusieurs palais de justice.
Selon le conservateur local Phillip Knecht, il conçoit Montrose (Holly Springs, Mississippi) (en) (1858) Athenia (1858), Wakefield (1858) et Pointer House (vers 1858 et aujourd'hui détruit).
Avant d'être convertie en armurerie pour la production et la réparation d'armes à feu, la Fonderie Jones, McElwain and Company (en) à Holly Springs produisait des ornements en fer forgé, notamment des portes et des accessoires qu'on utilise dans certaines des grandes maisons de la région telles que celle de Boling.
Spire Boling meurt en 1880. En 2018, un monument est ajouté à sa tombe au cimetière Hillcrest (en) par Hubert Horton McAlexander (en), historien, auteur et professeur émérite de littérature à l'université de Géorgie.

## Réalisations
- Maison Bolling-Gatewood (1858)
- White Pillars
- Bâtiments sur la place du palais de justice de Holly Springs (qui montrent les linteaux de fenêtres en fonte typiques de Boling)[9]
- Finley Place
- Montrose (Holly Springs, Mississippi) (en) (1858)
- Oakleigh / Athenia (en) (1858)
- Wakefield (1858), partie du East Holly Springs Historic District. La maison est à deux étages[10]
- Pointer House (vers 1858 et finalement démoli)
- Place Walter (Holly Springs, Mississippi) (en) (1859)
- Hall maçonnique (brûlée en 1952)[8].
- Palais de justice du comté de Marshall à Holly Springs, la conception du bâtiment a également été utilisée pour le :
  - Palais de justice du comté de Lafayette (en) à Oxford, Mississippi
  - Palais de justice du comté d'Old Handeman Bolivar, Tennessee[8]. Il figure dans l'œuvre de William Faulkner[5].

## Galerie

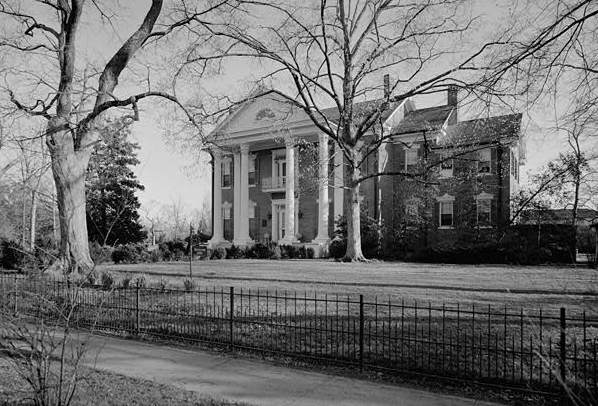
Montrose.
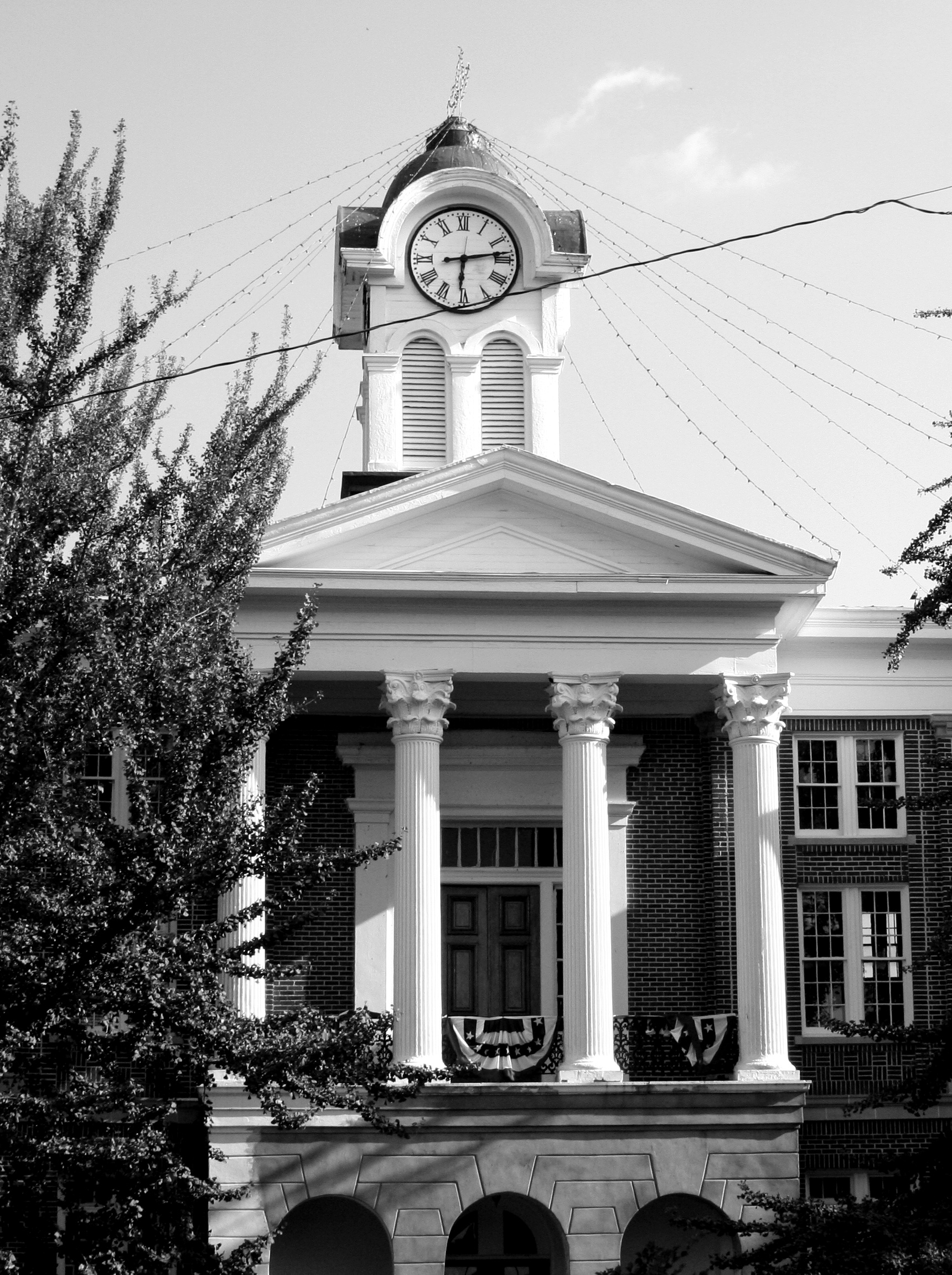
Palais de justice du comté de Marshall.
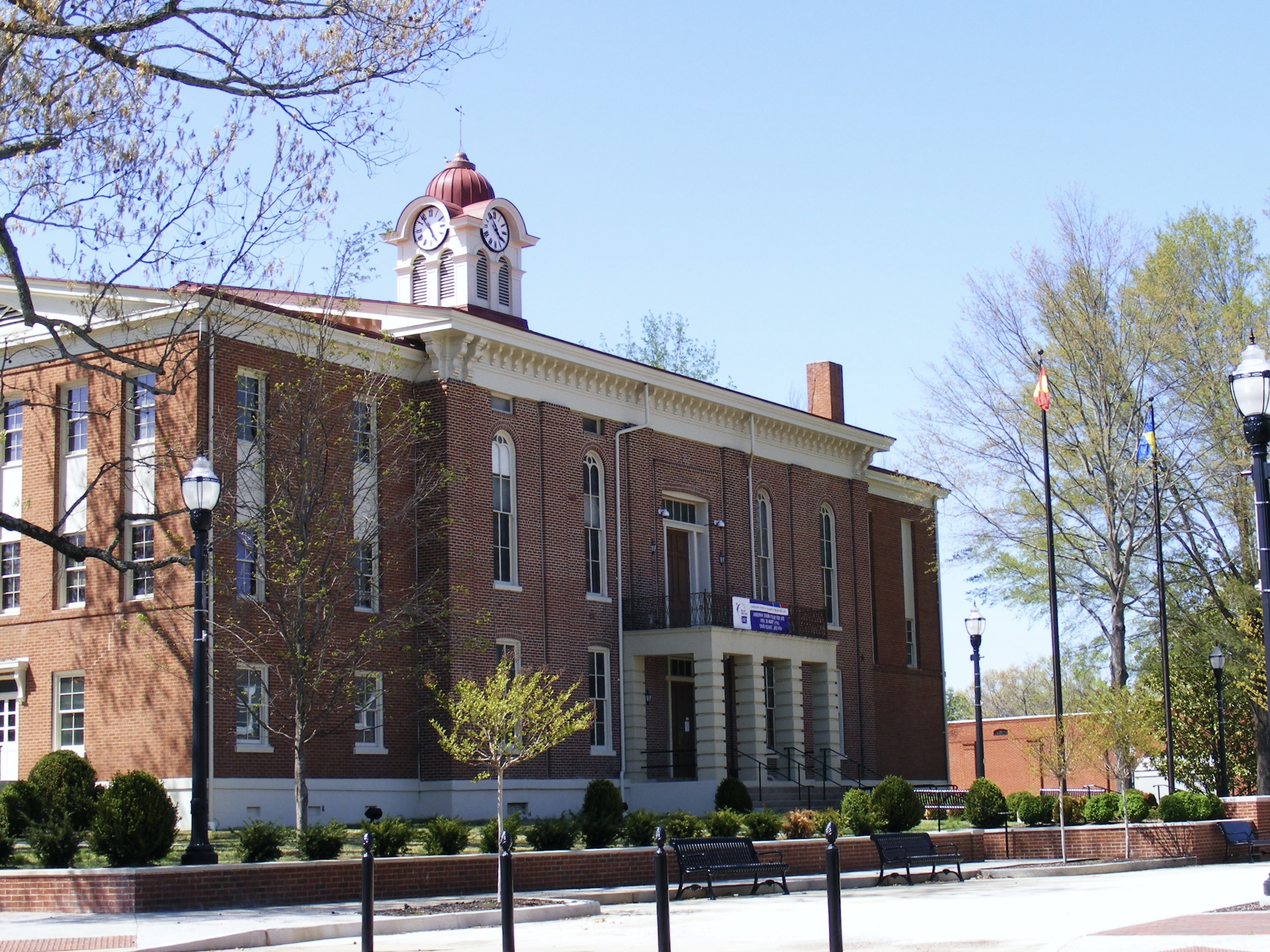
Palais de justice du comté de Handeman.
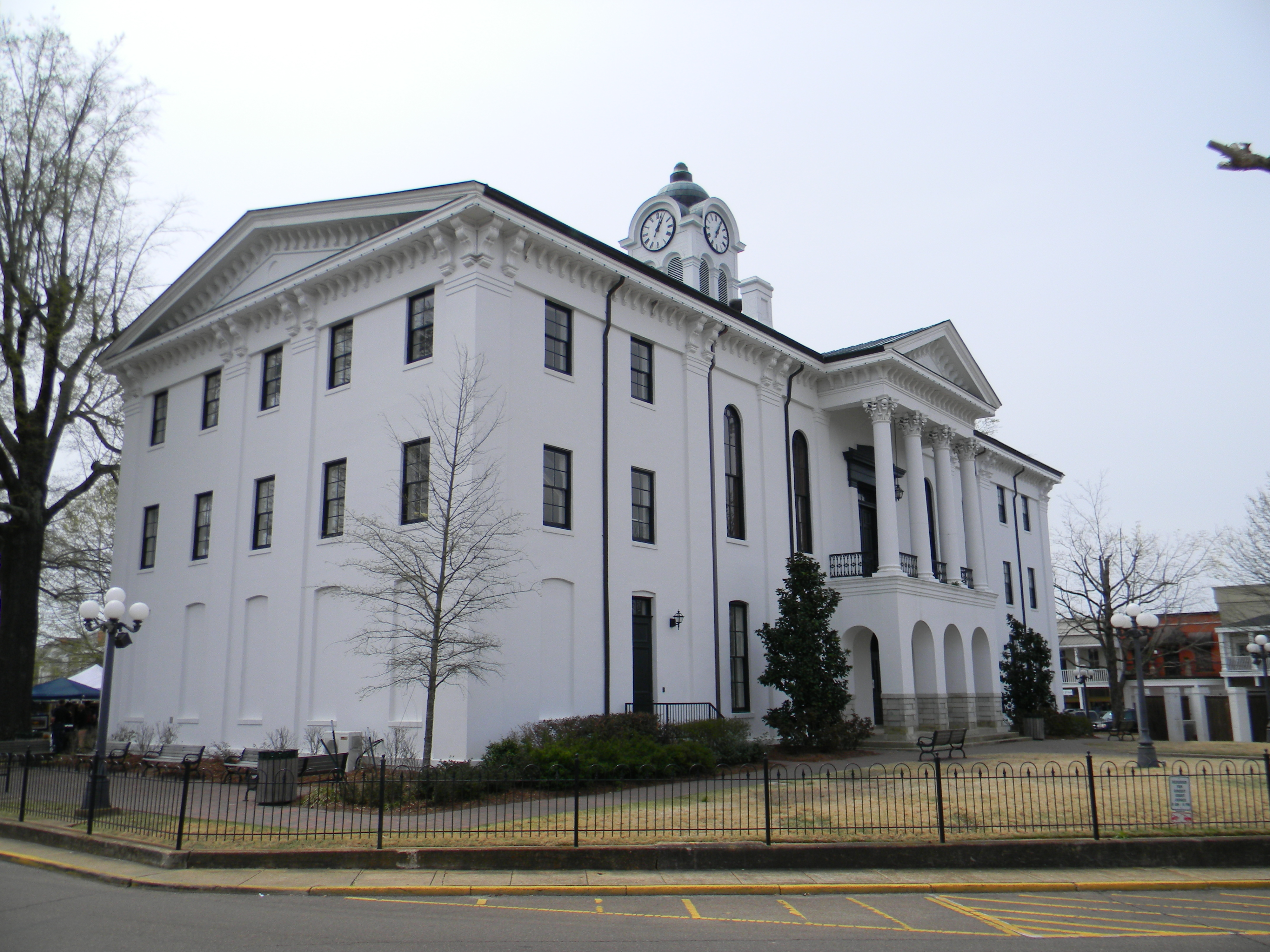
Palais de justice du comté de Lafayette.